# 佐兰·托西奇
佐兰·托西奇（1987年4月28日—），是一名塞尔维亚职业足球运动员，主要司职边锋或边前卫，現時效力塞尔维亚足球超级联赛球會游擊隊。

## 俱乐部生涯
佐兰·托西奇在家乡球队兹雷尼亚宁普罗莱特（FK Proleter Zrenjanin）开始自己的足球生涯。2005-06赛季，他中途加盟布杜奇诺斯特（FK Budućnost Banatski Dvor）。这两家俱乐部后来合并为兹雷尼亚宁巴纳特（FK Banat Zrenjanin），现为塞尔维亚足球超级联赛球队。2006-07赛季，托西奇为巴纳特出场25次，打进两个球，帮助球队保级成功。
托西奇在俱乐部和国家队的表现吸引了欧洲多家俱乐部的注意。2007年8月6日，他与贝尔格莱德游击队签订了为期4年的职业合同。
2008年11月22日，英国《每日邮报》报道称游击队与曼联达成共识，托西奇将在2009年1月的冬季转会窗中加盟曼联。由于托西奇在最近一年代表国家队出场未达到75%的比例，申请英国工作许可时可能存在困难。但11月28日，曼联宣布托西奇已经拿到工作许可，并且预计可在转会窗开启时完成转会。尽管此前在工资待遇上存在分歧，转会最终仍取得成功。曼联于2009年1月2日在其官方网站上宣布了这一消息，托西奇将得到曼联的14号球衣。曼联还同时签下了托西奇在游击队的队友阿德姆·利亚伊奇，但后者要等到这个赛季结束后才离开游击队。
2009年1月24日，托西奇第一次代表曼联出场，在英格兰足总杯对阵托特纳姆热刺的比赛中替换下了克里斯蒂亚诺·罗纳尔多，三天后他获得了第一次联赛出场机会，在对西布罗姆维奇的比赛中替换上场。
2009年7月26日，他在對杭州绿城的比賽攻入他在一隊中的第一球。但他仍然無法晉身一隊常規正選，上陣機會屈指可數，於2010年1月德國《图片报》報導德甲護級球隊科隆斥資50萬歐元借用托西奇半季，屆滿後可優先以500萬歐元正式買斷。托西奇在德甲表現出色，上陣13場射入5球，協助球隊成功保級，惟科隆表示無力負擔他高昂的身價，於借用期滿後返回曼聯。
2010年6月15日於托西奇代表塞尔维亚出席世界盃期間，由曼聯轉投俄超球會莫斯科中央陸軍，簽約五年，轉會費沒有透露，估計約為800萬英鎊。

## 国家队生涯
2007年3月23日，托西奇在与比利时U21的比赛中首次代表塞尔维亚U-21国家队出场。四天后，他打进了自己的首粒国际比赛进球，对手是葡萄牙U-21。托西奇是塞尔维亚U-21国家队获得2007年欧洲U-21足球锦标赛亚军的成员，并且凭借其出色表现在不久后入选了国家队，在2007年9月8日与芬兰队的比赛中实现自己的国家队处子秀。

## 外部連結
- （英文）足球数据库：佐兰·托西奇的球员统计数据